# Karol Nawrocki
Karol Tadeusz Nawrocki (Gedán, 3 de marzo de 1983) es un historiador y político conservador polaco, actual presidente de la República de Polonia desde el 6 de agosto de 2025. Anteriormente, se desempeñó como director del Museo de la Segunda Guerra Mundial en Gedán de 2017 a 2021.[cita requerida]
Su investigación se centra en la oposición anticomunista en Polonia, el crimen organizado en la República Popular de Polonia y la historia del deporte. En febrero de 2024, Nawrocki fue incluido en la lista de personas buscadas por la Federación de Rusia por cargos penales en relación con acciones relacionadas con la eliminación de monumentos que conmemoran la presencia del Ejército Rojo en territorio polaco entre 1944 y 1989.
El 24 de noviembre de 2024, Nawrocki fue anunciado y apoyado por Ley y Justicia como candidato independiente para las elecciones presidenciales polacas de 2025 en las que resultó elegido como presidente el 1 de junio.[cita requerida]

## Carrera
Nawrocki se graduó en la Facultad de Historia de la Universidad de Gdansk, donde obtuvo su doctorado en 2013. En 2023, completó sus estudios de posgrado en el MBA internacional en Estrategia, Gestión de Programas y Proyectos en la Universidad Tecnológica de Gdansk.
Trabajó en el Instituto de la Memoria Nacional entre 2009 y 2017, y entre 2013 y 2017 dirigió su oficina de educación pública en Gdansk. Entre 2011 y 2017 también fue presidente del Consejo del Distrito de Siedlce en Gdansk.
En 2017 fue nombrado director del Museo de la Segunda Guerra Mundial en Gdansk, cargo que ocupó hasta 2021. Luego regresó al Instituto de la Memoria Nacional, convirtiéndose en su vicepresidente en junio de 2021. En julio de 2021, asumió el cargo como nuevo jefe del IPN tras ser elegido por el Sejm y aprobado por el Senado de Polonia.
Nawrocki es autor o coautor de varios libros, así como de numerosos artículos científicos y de divulgación científica sobre la oposición anticomunista, el crimen organizado en la República Popular de Polonia y la historia del deporte.
El 24 de noviembre de 2024, Karol Nawrocki fue anunciado y apoyado por Ley y Justicia como candidato independiente para el cargo de Presidente de la República de Polonia. y para el que resultó elegido con más de diez millones de votos, para suceder a su copartidario Andrzej Duda.
El 1 de junio de 2025 ganó las elecciones presidenciales en Polonia.

## Puntos de vista políticos
Se considera que Nawrocki es una persona no partidista, pero de visión conservadora. Nawrocki se describe a sí mismo como un «representante del campo patriótico ampliamente definido» y subraya que nunca ha pertenecido a un partido político. Se considera un «candidato cívico» que pondrá fin a la «guerra polaco-polaca». Declaró que está dispuesto a apoyar a «cualquier gobierno polaco que exija la exhumación de las víctimas polacas en Volinia», y describe las cuestiones de historia y responsabilidad social como sus «líneas de demarcación». Euronews describe la alineación política de la campaña de Nawrocki como «patriótica, pro-cristiana, pro-OTAN y favorable al presidente de Estados Unidos, Donald Trump».

## Honores
En 2016 fue galardonado con la Cruz de Bronce al Mérito de la República de Polonia. En 2021 le siguió la Cruz de Plata al Mérito.